# Partido da Alternativa Comunista
O Partido da Alternativa Comunista (em italiano Partito di Alternativa Comunista - Pd´AC), é uma organização política socialista e revolucionária da Itália fundada em 2007 a partir da fusão de diversos grupos socialistas (dentre eles o Progetto Comunista) rompidos da Rifondazione Comunista, após sua integração ao governo de Romano Prodi.

## Congresso de fundação
Nos dias 5, 6 e 7 de janeiro na cidade de Rimini dezenas de delegados trabalhadores de todo o país se reuniram para discutir a formação de um novo partido que mantivesse a luta pela libertção dos trabalhadores do capitalismo e pela construção do socialismo. 
O congresso deliberou pela formação de um partido proletário, socialista, revolucionário e internacionalista com o nome de Pd´AC (Partido da Alternativa Comunista). Além disso, consequente com sua concepção internacionalista, o congresso decidiu que o novo partido nasce nos marcos da construção da LIT-QI (Liga Internacional dos Trabalhadores - Quarta Internacional), dando um importante passo no sentido da reconstrução da Quarta Internacional revolucionária, fundada por León Trotsky em 1938.
Estiveram também presentes no congresso, Bernard Filippi, dirigente da fração pública da Lutte Ouvrière francesa e, pela LIT-QI, organização internacional à qual o congresso resolveu aderir: Zé Maria, presidente do PSTU brasileiro e dirigente da Conlutas, o companheiro Ángel Luis “Caps” (em nome do Comitê Executivo Internacional da LIT-QI) e o companheiro José Moreno Pau, membros da direção do PRT espanhol, o companheiro Gil Garcia, dirigente português do Movimento Alternativa Socialista e os companheiros Jan Talpe e Gary Rubin, ambos da LCT belga.